# دائرة بهت
دائرة بهت هي إحدى دوائر إقليم سيدي قاسم، التابع لجهة الرباط سلا القنيطرة، المملكة المغربية. تضم الدائرة 3 جماعات قروية، وبلغ عدد سكانها 69927 فرداً سنة 2004 حسب الإحصاء الرسمي للسكان والسكنى. يتبع للدائرة 8 مشيخة و100 دوار.

## التقسيمات الإداريّة
تعتبر دائرة بهت إحدى الدوائر المشكّلة لإقليم سيدي قاسم، وهو التقسيم الإداري من المستوى الرابع المعتمد في المغرب. ينقسم إقليم سيدي قاسم إلى 24 جماعات قروية تختلف من حيث السكان والمساحة، والتي بدورها تنقسم إلى مشيخات تضم عدداً من الدواوير.